# Centreville (Misisipi)
Centreville es un pueblo del Condado de Wilkinson, Misisipi, Estados Unidos. Según el censo de 2000 tenía una población de 1.680 habitantes y una densidad de población de 279.6 hab/km².

## Demografía
Según el censo de 2000, había 1.680 personas, 605 hogares y 413 familias residiendo en la localidad. La densidad de población era de 279,6 hab./km². Había 704 viviendas con una densidad media de 117,2 viviendas/km². El 32,44% de los habitantes eran blancos, el 67,44% afroamericanos, el 0,06% amerindios y el 0,06% pertenecía a dos o más razas. El 0,24% de la población eran hispanos o latinos de cualquier raza.
Según el censo, de los 605 hogares en el 33,2% había menores de 18 años, el 34,4% pertenecía a parejas casadas, el 29,6% tenía a una mujer como cabeza de familia y el 31,6% no eran familias. El 29,4% de los hogares estaba compuesto por un único individuo y el 13,9% pertenecía a alguien mayor de 65 años viviendo solo. El tamaño promedio de los hogares era de 2,62 personas y el de las familias de 3,28.
La población estaba distribuida en un 27,7% de habitantes menores de 18 años, un 9,9% entre 18 y 24 años, un 23,8% de 25 a 44, un 20,2% de 45 a 64 y un 18,5% de 65 años o mayores. La media de edad era 36 años. Por cada 100 mujeres había 84,2 hombres. Por cada 100 mujeres de 18 años o más, había 73,8 hombres.
Los ingresos medios por hogar en la localidad eran de 16.081 dólares ($) y los ingresos medios por familia eran 18.077 $. Los hombres tenían unos ingresos medios de 29.375 $ frente a los 16.364 $ para las mujeres. La renta per cápita para la ciudad era de 10.446 $. El 40,1% de la población y el 38,7% de las familias estaban por debajo del umbral de pobreza. El 53,1% de los menores de 18 años y el 32,2% de los habitantes de 65 años o más vivían por debajo del umbral de pobreza.

## Geografía
Según la Oficina del Censo de los Estados Unidos, Centreville tiene un área total de 0.0 km² de los cuales 0.0 km² corresponden a tierra firme y 0.0 km² a agua. El porcentaje total de superficie con agua es 0.0.